# CherryOS
CherryOS é um software emulador que roda o sistema Mac OS X num computador PC comum.
O software foi anunciado em 2004 e gerou uma certa agitação na imprensa especializada. Programado por uma empresa havaiana o CherryOS promete emular as ultimas versões do MacOS com 80% de desempenho. Há quem diga que o Cherry é um mero PearPC camuflado e outros de que é puro boato e especulação.
Na primeira semana de março de 2005 o CherryOS é lançado ao preço de U$ 49,95 e teve 100.000 downloads da versão trial em 24h. As primeiras experiências de usuários dão conta de ser um emulador realmente rápido em maquinas velozes (3 Ghz) e muita acima do Pear PC em estabilidade e compatibilidade. O Panther 10.3 é realmente suportado pelo CherryOS.
Um dia após o lançamento a equipe que produz o PearPC dizia que o Cherry era código roubado de seu trabalho e violava o GPL. No dia 8 de maio de 2005 a página do CherryOS é tirada do ar e qualquer menção ao projeto excluída do site da Maui Streams. O projeto e a comercialiação é curiosamente abandonado e esquecido pela empresa.